# Abteikirche
Eine Abteikirche (lat. ecclesia abbatialis) ist ein christliches Gotteshaus. Sie ist in aller Regel identisch mit der Kirche eines Klosters, dem ein Abt bzw. eine Äbtissin vorsteht. 
Abteikirchen gibt es von ganz wenigen Ausnahmen abgesehen nur bei jenen Klöstern der alten Prälatenorden, die den Rang einer Abtei haben.

## Sonderformen
- Als Abteikathedrale bezeichnet man zuweilen eine Abteikirche, die auch als Kathedrale eines bistumsähnlichen Gebietes dient, dem der Abt des Klosters zugleich als Territorialabt oder Abtbischof vorsteht.
- Als Abteibasilika bezeichnet man auch solche Abteikirchen, die zugleich den Titel einer päpstlichen Basilika minor tragen.

## Bekannte Abteikirchen
- Basilika Seckau, Seckau, Steiermark
- St. Emmeram, Regensburg, Bayern
- Klosterkirche Weltenburg, Kelheim, Bayern
- St. Mariä Himmelfahrt, Xanten, Nordrhein-Westfalen
- Kloster Nový Dvůr, Toužim, Tschechien
- Abtei St. Germain-des-Prés, Paris, Frankreich
- Mont-Saint-Michel, Le Mont-Saint-Michel, Frankreich
- St. Mauritius (Ebersmunster), Frankreich
- Laurentiuskerk (Rijnsburg), Niederlande

## Bildbeispiele

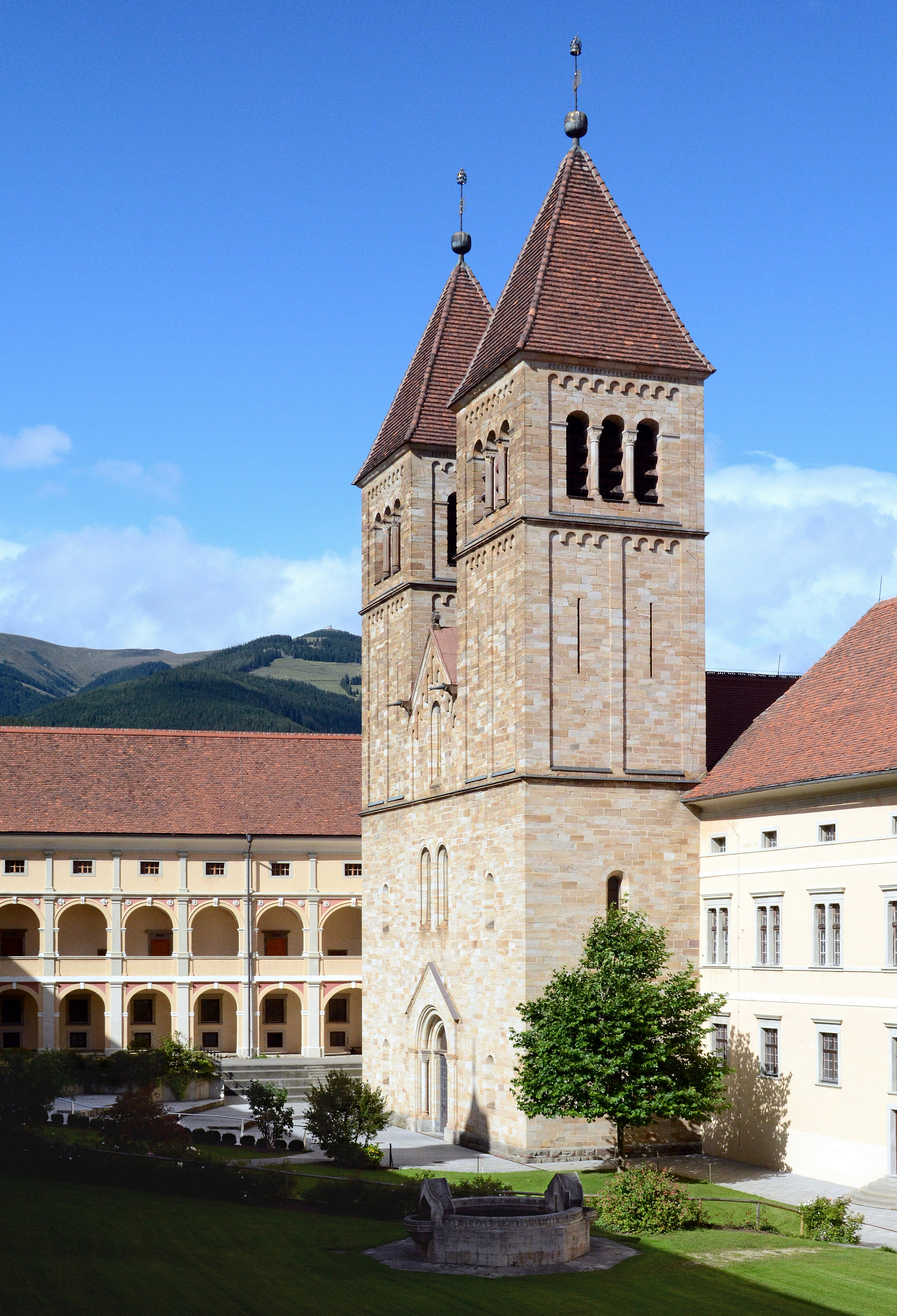
Basilika Seckau
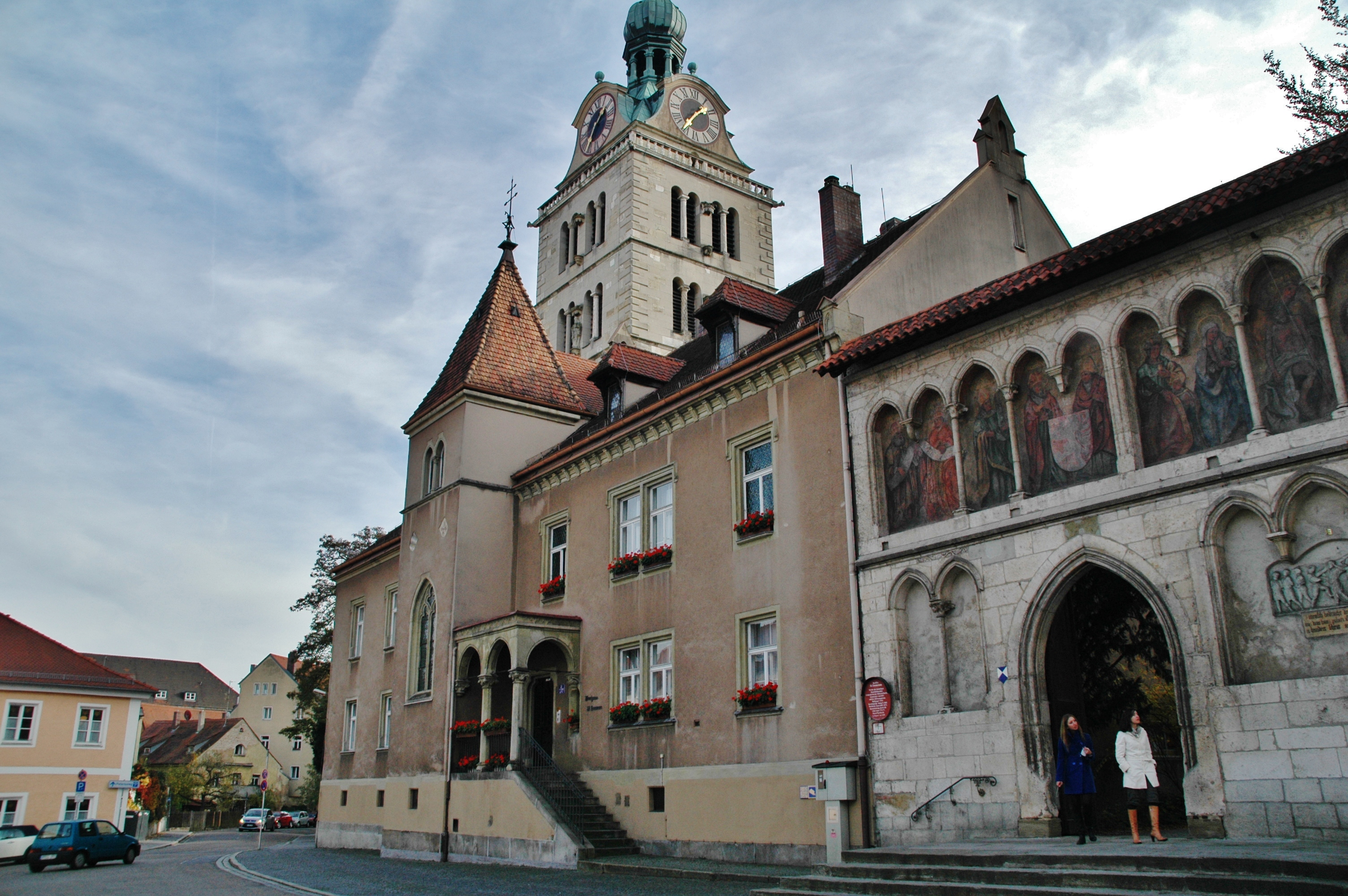
St. Emmeram
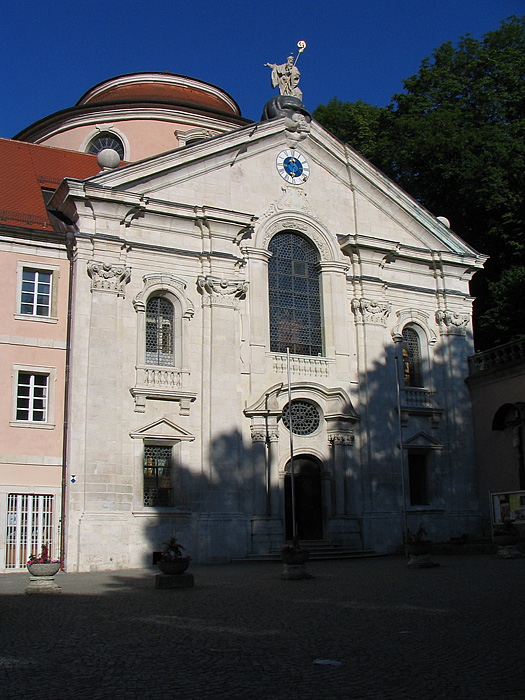
Klosterkirche Weltenburg
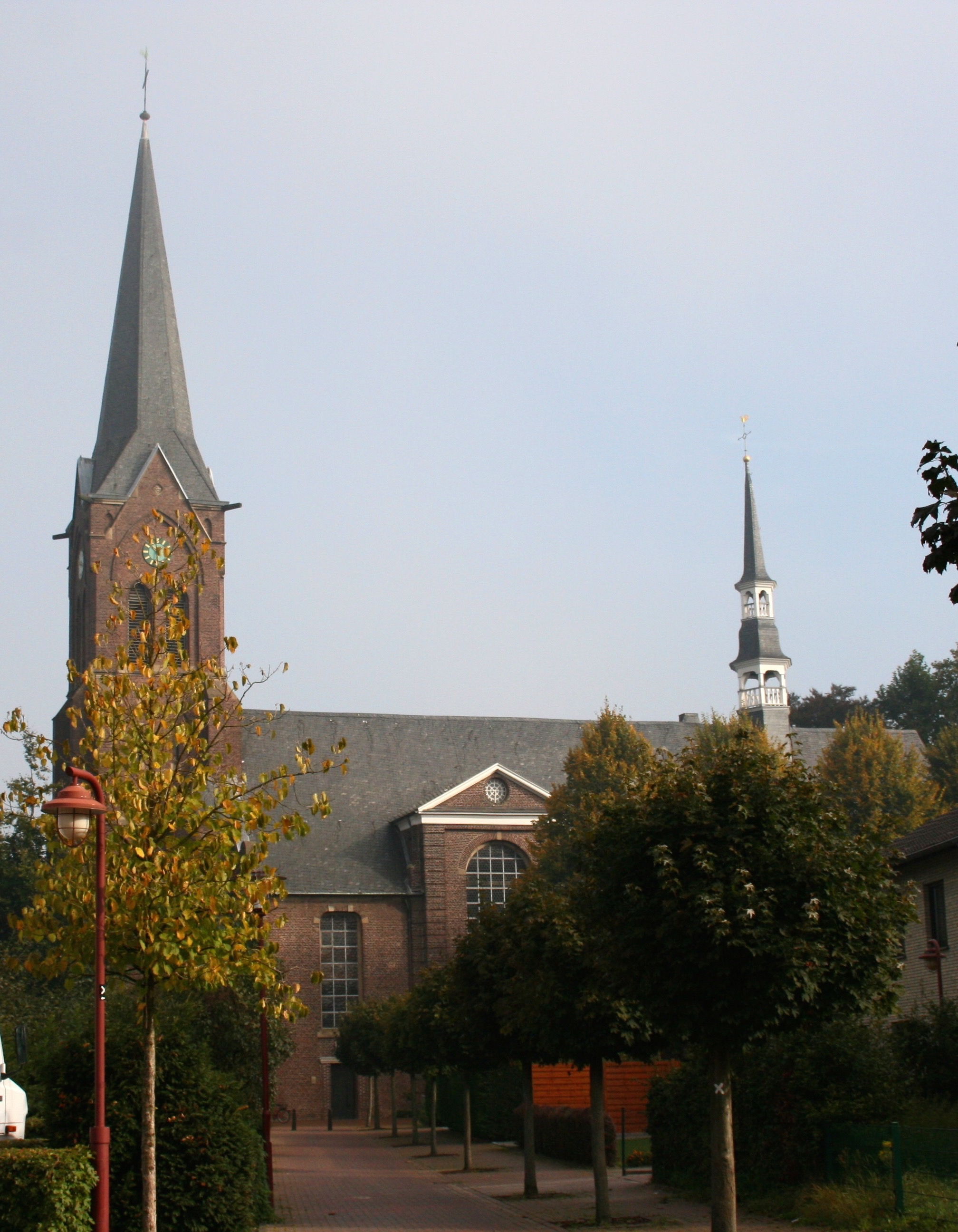
St. Mariä Himmelfahrt
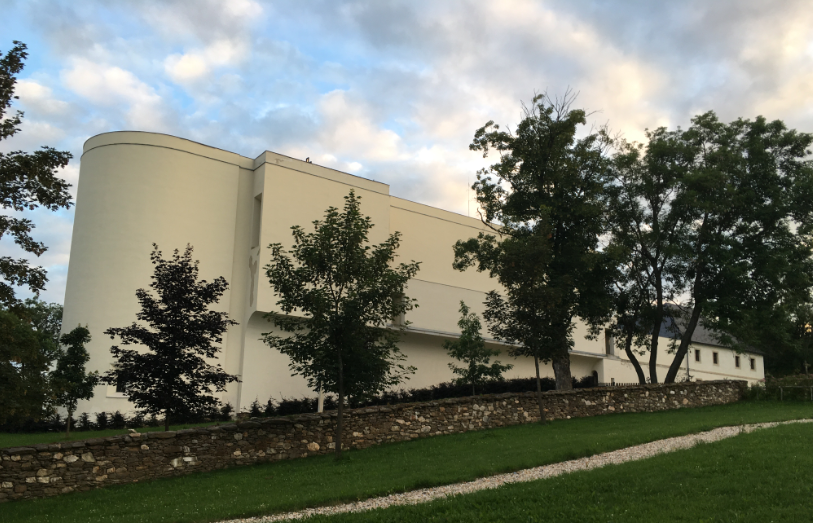
Abteikirche von Kloster Nový Dvůr
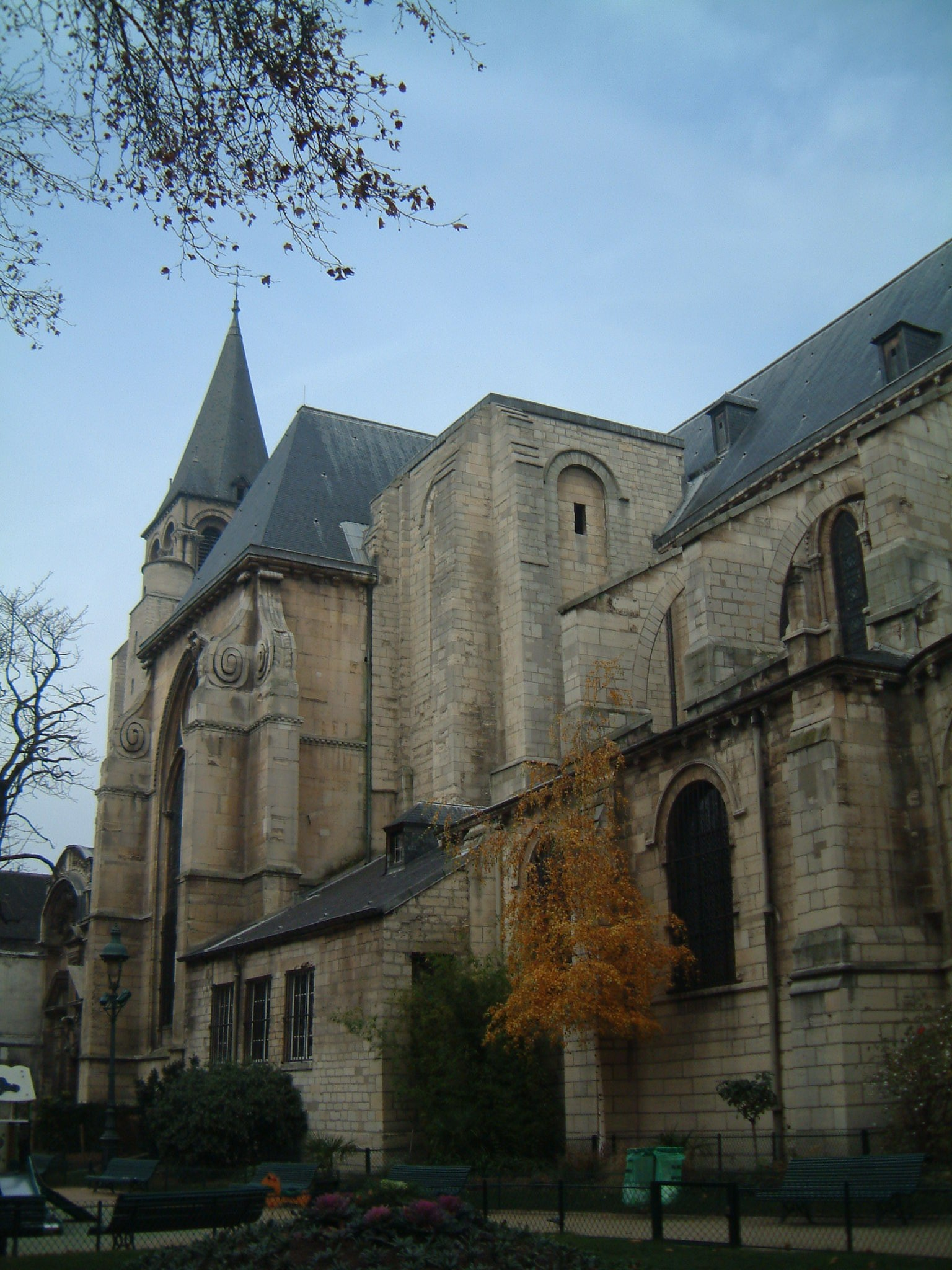
Abtei St. Germain-des-Prés
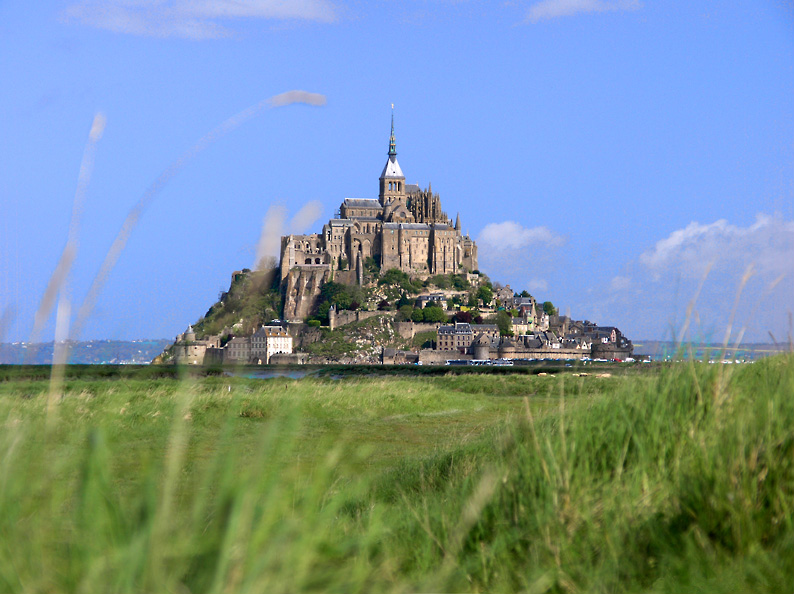
Mont-Saint-Michel
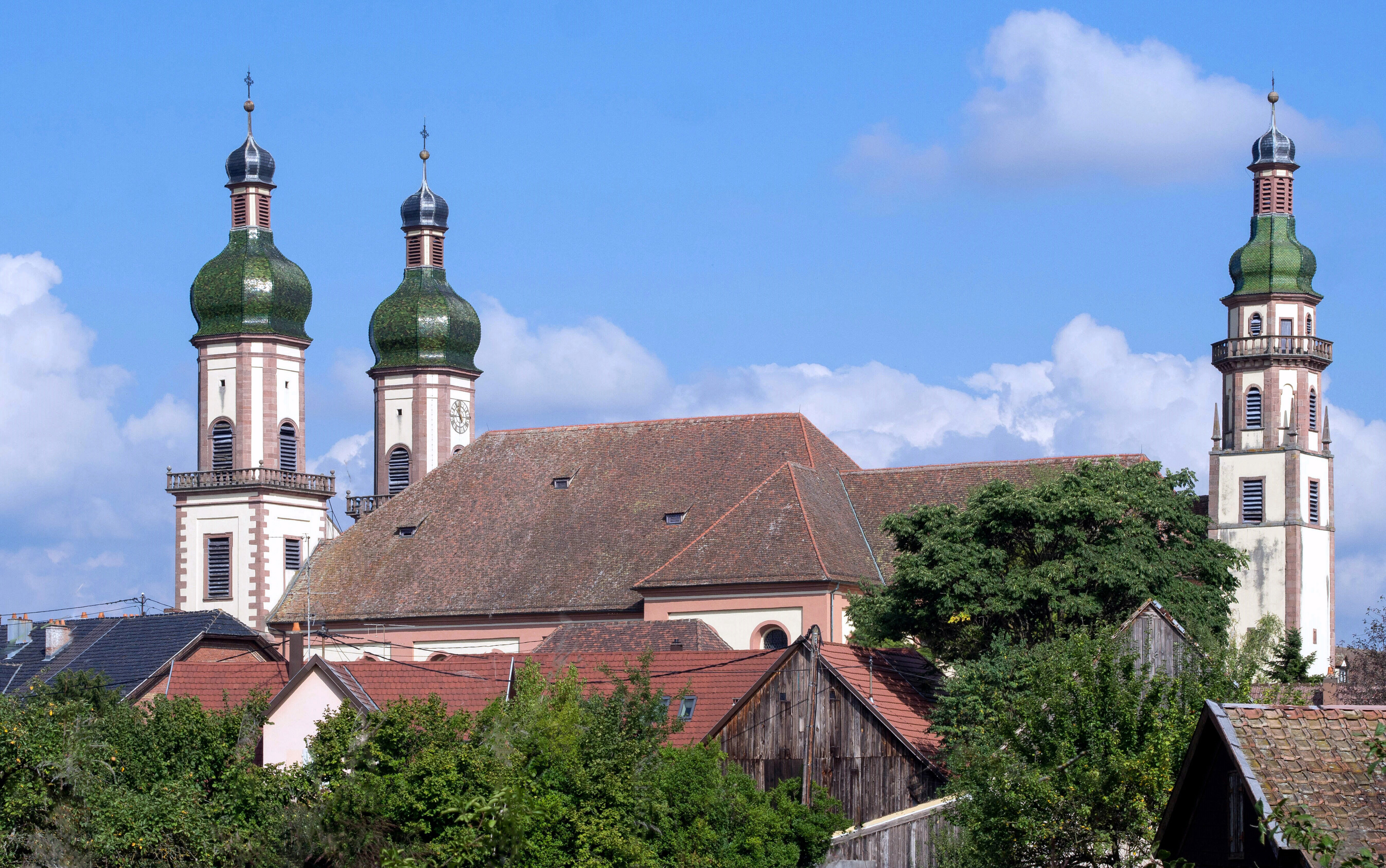
St. Mauritius (Ebersmunster)
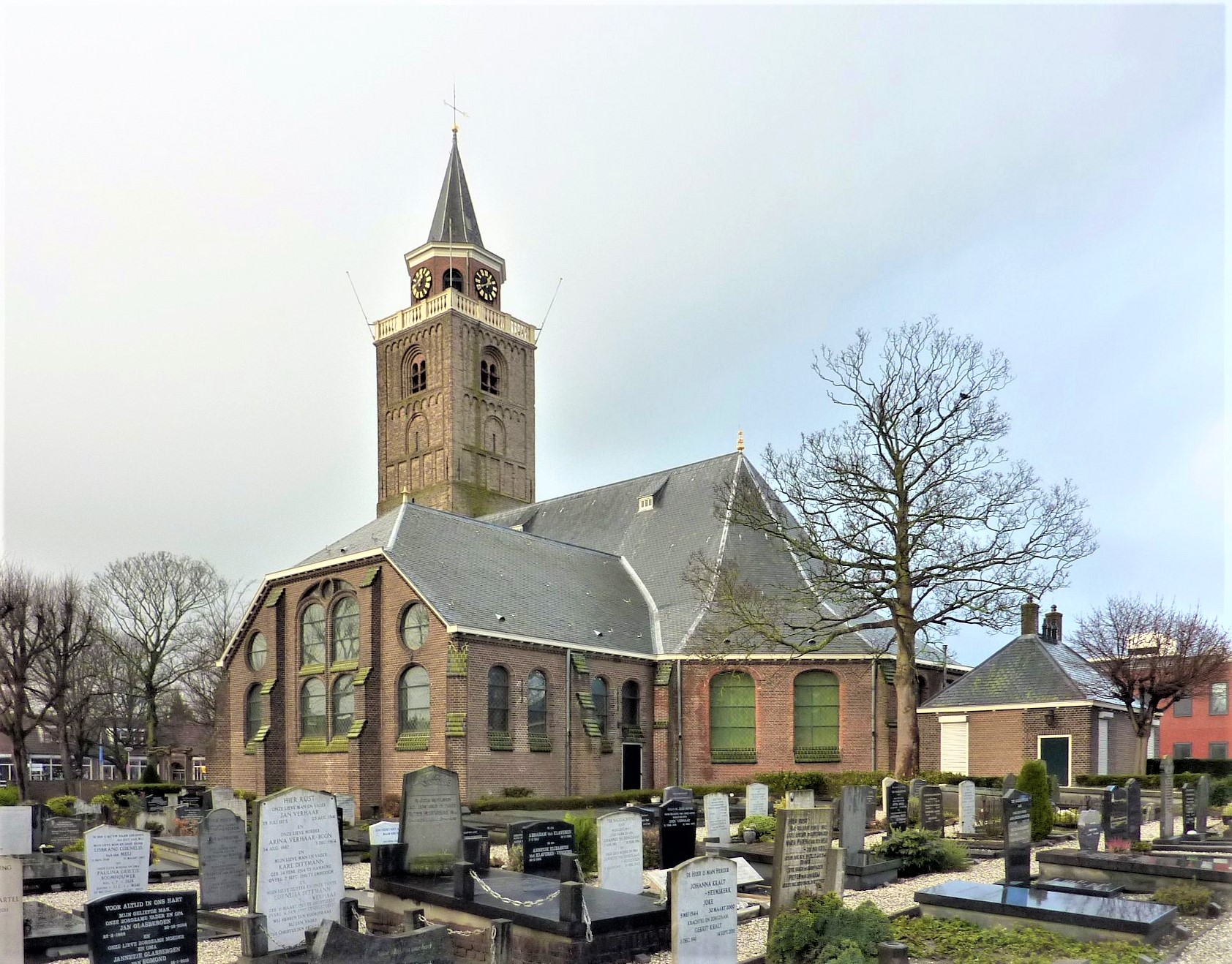
Laurentiuskerk (Rijnsburg)